# Oli de cascall
L'oli de cascall (oleum papaveris seminis) és un oli comestible de les llavors del cascall (Papaver somniferum), la planta de l'opi. Aquest oli té usos culinaris i farmacèutics a més de servir per a pintures, com a mínim des de fa 1.500 anys a l'Afganistan), vernís i sabó.
Les llavors del cascall tenen un percentatge d'oli d'entre el 45% i 50%. Aquest oli no té propietats narcòtiques.

## Química
L'oli de cascall és notable pel seu alt contingut de tocoferols diferents dels de la vitamina E (alfa-tocoferol).

## Usos
Al segle xix l'oli de cascall es feia servir per cuinar, llànties i vernissos, pintures i sabons. Actualment a aquests usos s'hi afegeixen d'altres com els farmacèutics i medicinals (tractament del càncer).
De vegades s'afegia l'oli de cascall per adulterar l'oli d'oliva i l'oli d'ametlla.
Als països industrialitzats, l'ús culinari més important actualment d'aquest oli és com a oli per a amanir.